# Templeton-Est-Partie-Est
Templeton-Est-Partie-Est, en forme longue, la municipalité de la partie est de Templeton-Est, est une ancienne municipalité de canton de l'Outaouais, au Québec, ayant existé de 1920 à 1975.
Le territoire de cette municipalité est compris dans la ville de Gatineau depuis 1975.

## Situation géographique
La municipalité de la partie est du canton de Templeton-Est est située au sud de la région administrative de l'Outaouais, dans le sud-ouest du Québec. Avant 1975, elle est bordée par le village de Perkins au nord, par la municipalité de paroisse de L'Ange-Gardien à l'est, par la rivière des Outaouais au sud et par la municipalité du canton de Templeton-Est à l'ouest

## Histoire

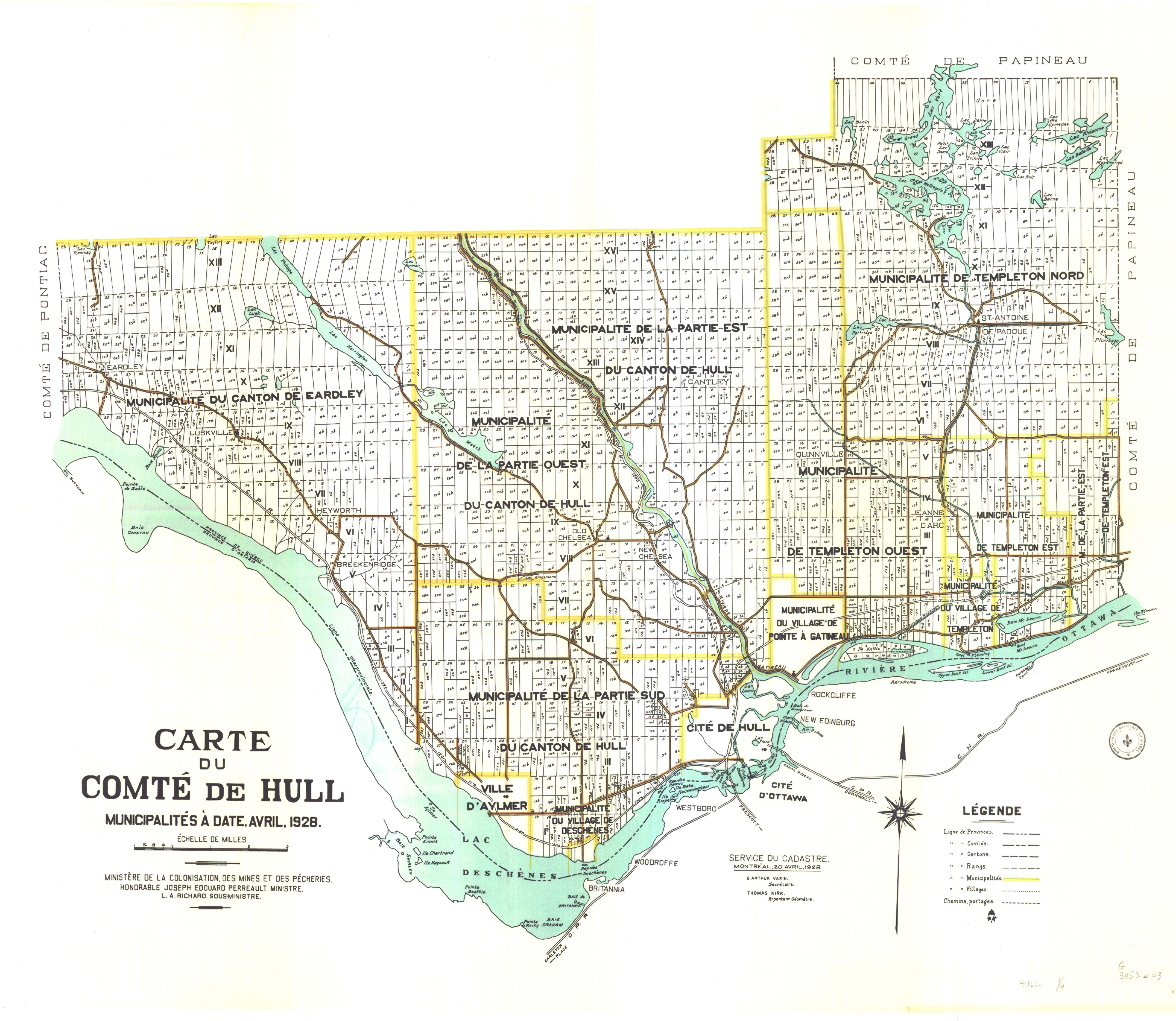
Carte du comté de Hull en 1928 dans sa portion méridionale.

En 1807, le canton de Templeton est créé et est concédé à Archibald McMillan.
En 1886, le canton de Templeton est divisé pour former les municipalités de canton de Templeton-Ouest et de Templeton-Est.
Le 2 mars 1920, le village de Templeton et la municipalité de canton de Templeton-Est-Partie-Est se détachent de Templeton-Est,.
En 1975, les villes de Pointe-Gatineau, de Gatineau et de Touraine, le village de Templeton ainsi que les municipalités de canton de Templeton-Ouest, de Templeton-Est et Templeton-Est-Partie-Est fusionnent pour former la ville de Gatineau.

## Politique et administration
| Nom                        | Période de fonction | Période de fonction |
| Nom                        | Début               | Fin                 |
| -------------------------- | ------------------- | ------------------- |
| Henri Routhier             | 1920                | 1939                |
| Josaphat Couture           | 11 janvier 1939     | 8 février 1939      |
| C. Omer Chauret            | 17 avril 1939       | 14 mai 1947         |
| Albert Plouffe             | 14 mai 1947         | 10 mai 1961         |
| Jean-Noël Mongeon          | 10 mai 1961         | 26 octobre 1969     |
| Domina Scantland           | 26 octobre 1969     | 8 février 1972      |
| Jean Saint-Louis           | 14 février 1972     | 1er janvier 1975    |
| Source : Ville de Gatineau |                     |                     |

## Évolution démographique
| 1931 | 1941 | 1951 | 1956 | 1961 | 1966 | 1971 |
| ---- | ---- | ---- | ---- | ---- | ---- | ---- |
| 278  | 256  | 238  | 222  | 215  | 207  | 253  |